# Палаццо Кавалли
Палаццо Кавалли (итал. Palazzo Cavalli) — дворец в Венеции, расположенный на Гранд-канале в районе Сан-Марко.

## История
Палаццо Кавалли построен в XVI веке и реконструирован в более поздние века. Дворец известен тем, что в XIX веке в нём останавливался писатель Джеймс Фенимор Купер во время своего путешествия по Европе. Первоначально преобразованный в отель, в настоящее время он является штаб-квартирой Центра прогнозирования приливов и отливов муниципалитета Венеции.